# La Vie en fleur
La Vie en fleur est un récit autobiographique d'Anatole France qui retrace sa jeunesse, sa campagne académique et sa vie.

## Éditions
Une première édition est publiée chez Calmann-Lévy en 1923.